# Pape Sow
Pape Sow (Dakar, 22 de novembre de 1981) és un exjugador professional de bàsquet senegalès que ha jugat als Toronto Raptors de l'NBA, i a diversos equips europeus, entre ells alguns de la Lliga ACB.